# فراکسیون زنان
فراکسیون زنان فراکسیونی در مجلس شورای اسلامی مرتبط با امور زنان و خانواده است. رئیس کنونی فراکسیون زنان در مجلس دوازدهم، فاطمه محمدبیگی، نماینده قزوین، است. سمیه رفیعی، نماینده تهران، و فاطمه مقصودی، نماینده بروجرد، به ترتیب به عنوان نواب رئیس برگزیده شدند. عالیه زمانی کیاسری، نماینده ساری، به عنوان دبیر و سارا فلاحی، نماینده ایلام، به‌عنوان سخنگوی فراکسیون انتخاب شدند.

## پیشینه

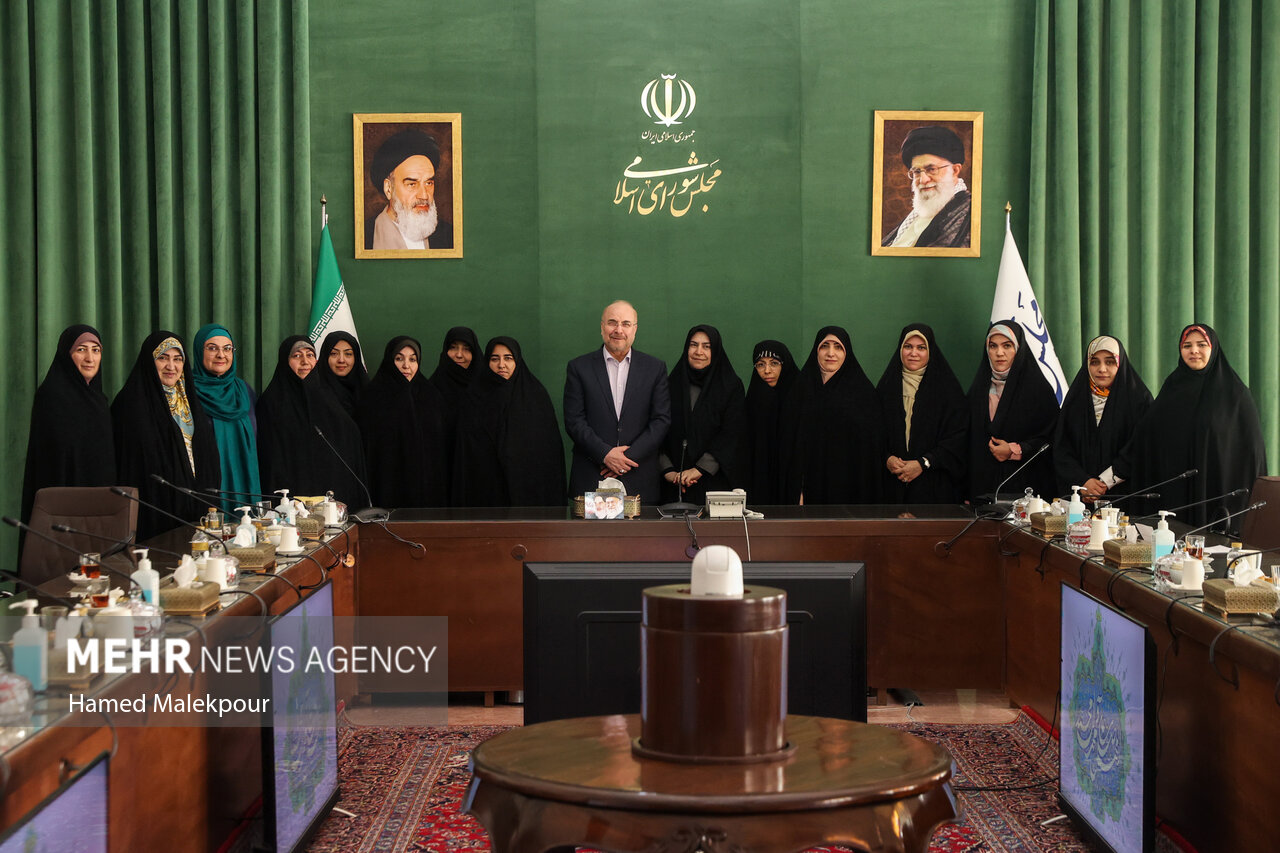
دیدار اعضای فراکسیون زنان با محمدباقر قالیباف، دی ۱۴۰۳

در مجلس پنجم برای نخستین بار یک کمیسیون با ریاست مرضیه وحید دستجردی برای امور زنان، جوانان و خانواده شکل گرفت؛ هرچند برخی از اعضای آن مرد بودند. در سال ۱۳۷۹ در مجلس ششم فراکسیون زنان برای نخستین بار به‌طور اختصاصی برای نمایندگان زن تشکیل شد. این فراکسیون در مجلس‌های هفتم و هشتم و نهم به دلیل غلبه محافظه‌کاران به حاشیه رانده و کارکرد آن کمابیش حفظ شد؛ هرچند نمایندگان زن ساختار آن را حفظ کردند. با آغاز به کار مجلس دهم، انتظار می‌رفت فعالیت‌ها و عملکرد فراکسیون زنان بهبود یابد هرچند تلاش‌های آنان مورد پذیرش قرار نگرفت؛ هرچند برخی از اعضای فعال آن همانند پروانه سلحشوری، فاطمه سعیدی و طیبه سیاوشی به چهره‌های شاخص در عرصه سیاست تبدیل شدند.

## اعضای کنونی
اعضای کنونی فراکسیون زنان به شرح زیر است:
| ردیف | نام                 | حوزهٔ انتخاباتی                 | گرایش سیاسی | تشکل سیاسی | فراکسیون | سابقهٔ نمایندگی | نتیجه شمارش آرا |
| ---- | ------------------- | ------------------------------ | ----------- | ---------- | -------- | -------------- | --------------- |
| ۱    | معصومه پاشایی بهرام | مرند و جلفا                    | مستقل       |            | -        | نه             | ۴۰٬۲۹۴          |
| ۲    | زهرا شیخی مبارکه    | اصفهان                         | اصولگرا     |            | -        | نه             | ۱۷۲٬۸۵۰         |
| ۳    | سمیه محمودی         | شهرضا و سمیرم سفلا             | اعتدالگرا   |            | -        | آری            | ۲۰٬۵۴۲          |
| ۴    | پروین صالحی مبارکه  | مبارکه                         | مستقل       |            | -        | نه             | ۱۲٬۰۷۵          |
| ۵    | سارا فلاحی          | ایلام، ایوان و شیروان          | مستقل       |            | -        | نه             | ۳۶٬۹۰۹          |
| ۶    | زهره الهیان         | تهران، ری، شمیرانات و اسلامشهر | اصولگرا     |            | -        | آری            | ۷۷۳٬۲۶۳         |
| ۷    | سمیه رفیعی          | تهران، ری، شمیرانات و اسلامشهر | اصولگرا     |            | -        | نه             | ۷۴۲٬۹۷۵         |
| ۸    | فاطمه قاسم‌پور       | تهران، ری، شمیرانات و اسلامشهر | اصولگرا     |            | -        | نه             | ۷۲۶٬۰۰۷         |
| ۹    | زهره سادات لاجوردی  | تهران، ری، شمیرانات و اسلامشهر | اصولگرا     |            | -        | نه             | ۷۱۴٬۹۳۱         |
| ۱۰   | فاطمه رحمانی        | مشهد و کلات                    | اصولگرا     |            | -        | نه             | ۳۰۹٬۵۱۲         |
| ۱۱   | هاجر چنارانی        | نیشابور و فیروزه               | اصولگرا     |            | -        | آری            | ۴۷٬۸۳۹          |
| ۱۲   | فاطمه محمدبیگی      | قزوین، آبیک و البرز            | اصولگرا     |            | -        | نه             | ۱۰۸٬۹۲۴         |
| ۱۳   | شیوا قاسمی‌پور       | مریوان و سروآباد               | اعتدالگرا   |            | -        | نه             | ۸٬۵۲۸           |
| ۱۴   | عفت شریعتی کوهبنانی | زرند و کوهبنان                 | اصولگرا     |            | -        | آری            | ۴۴٬۴۵۳          |
| ۱۵   | فاطمه مقصودی        | بروجرد                         | مستقل       |            | -        | نه             | ۱۷٬۸۹۱          |
| ۱۶   | الهام آزاد          | نائین و خور و بیابانک          | مستقل       |            | -        | نه             | ۸٬۵۷۰           |

## شمار زنان در مجلس

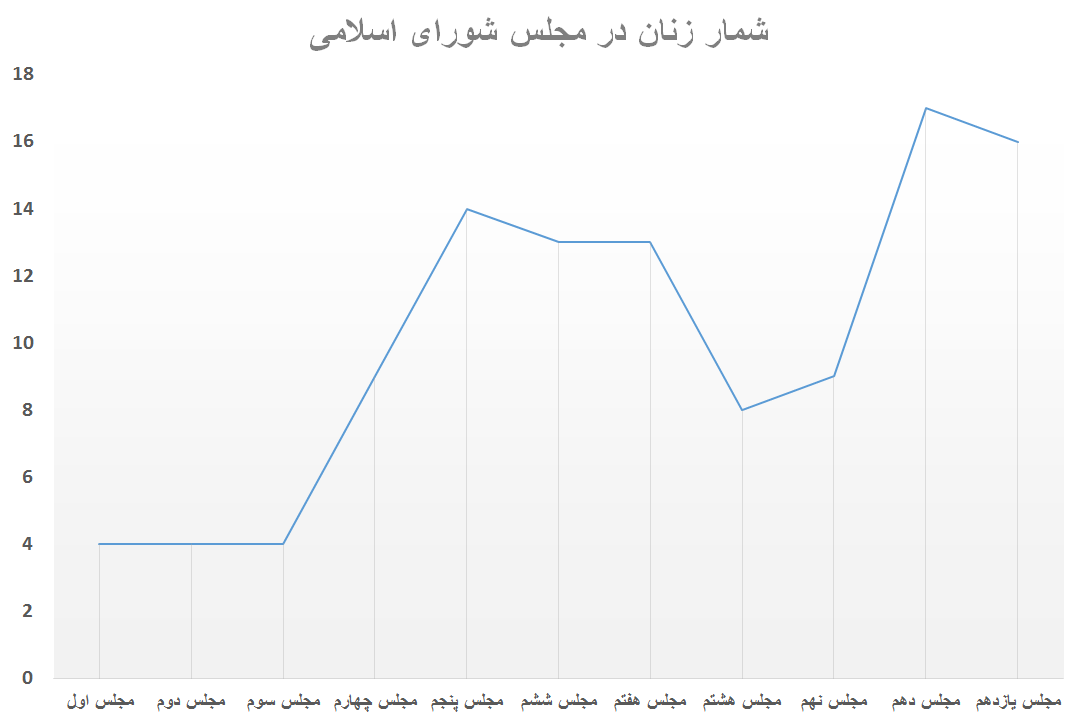
نمودار حضور زنان در دوره‌های مختلف مجلس شورای اسلامی

شمار نمایندگان زن در مجلس‌های ایران به شرح زیر است.
| سال         | کرسی‌ها       | +/–     | منبع   |
| ----------- | ------------ | ------- | ------ |
| انقلاب سفید |              |         |        |
| ۱۳۴۲        | ۷ / ۲۰۰(4%)  | —       | [ ۷ ]  |
| ۱۳۴۶        | ۱۰ / ۲۱۹(5%) | ۳       | [ ۷ ]  |
| ۱۳۵۰        | ۱۷ / ۲۶۸(6%) | ۷       | [ ۷ ]  |
| ۱۳۵۴        | ۱۸ / ۲۶۸(7%) | ۱       | [ ۷ ]  |
| انقلاب ۱۳۵۷ |              |         |        |
| ۱۳۵۹        | ۴ / ۲۷۰(1%)  | ۱۴      | [ ۸ ]  |
| ۱۳۶۳        | ۴ / ۲۷۰(1%)  | بی‌تغییر | [ ۸ ]  |
| ۱۳۶۷        | ۴ / ۲۷۰(1%)  | بی‌تغییر | [ ۸ ]  |
| ۱۳۷۱        | ۹ / ۲۷۰(3%)  | ۵       | [ ۸ ]  |
| ۱۳۷۴        | ۱۴ / ۲۷۰(5%) | ۵       | [ ۸ ]  |
| ۱۳۷۸        | ۱۳ / ۲۹۰(4%) | ۱       | [ ۸ ]  |
| ۱۳۸۲        | ۱۳ / ۲۹۰(4%) | بی‌تغییر | [ ۸ ]  |
| ۱۳۸۶        | ۸ / ۲۹۰(3%)  | ۵       | [ ۸ ]  |
| ۱۳۹۰        | ۹ / ۲۹۰(3%)  | ۱       | [ ۹ ]  |
| ۱۳۹۴        | ۱۷ / ۲۹۰(6%) | ۸       | [ ۱۰ ] |
| ۱۳۹۸        | ۱۶ / ۲۹۰(6%) | ۱       | [ ۱۱ ] |
| ۱۴۰۲        | ۱۴ / ۲۹۰(5%) | ۲       | [ ۱۲ ] |